# آناهیت کاراخانیان
آناهید کاراخانیان (ارمنی: Անահիտ Կարախանյան؛ زادهٔ ۱۸ مارس ۲۰۰۳) بازیکن فوتبال در پست مدافع اهل ارمنستان است.

## باشگاهی
از باشگاه‌هایی که در آن بازی کرده‌است می‌توان به باشگاه فوتبال زنان گیومری اشاره کرد.

## تیم ملی
وی همچنین در تیم ملی فوتبال زیر ۱۹ سال زنان ارمنستان تیم ملی فوتبال زنان ارمنستان بازی کرده‌است. 